# Jakub Dinezon

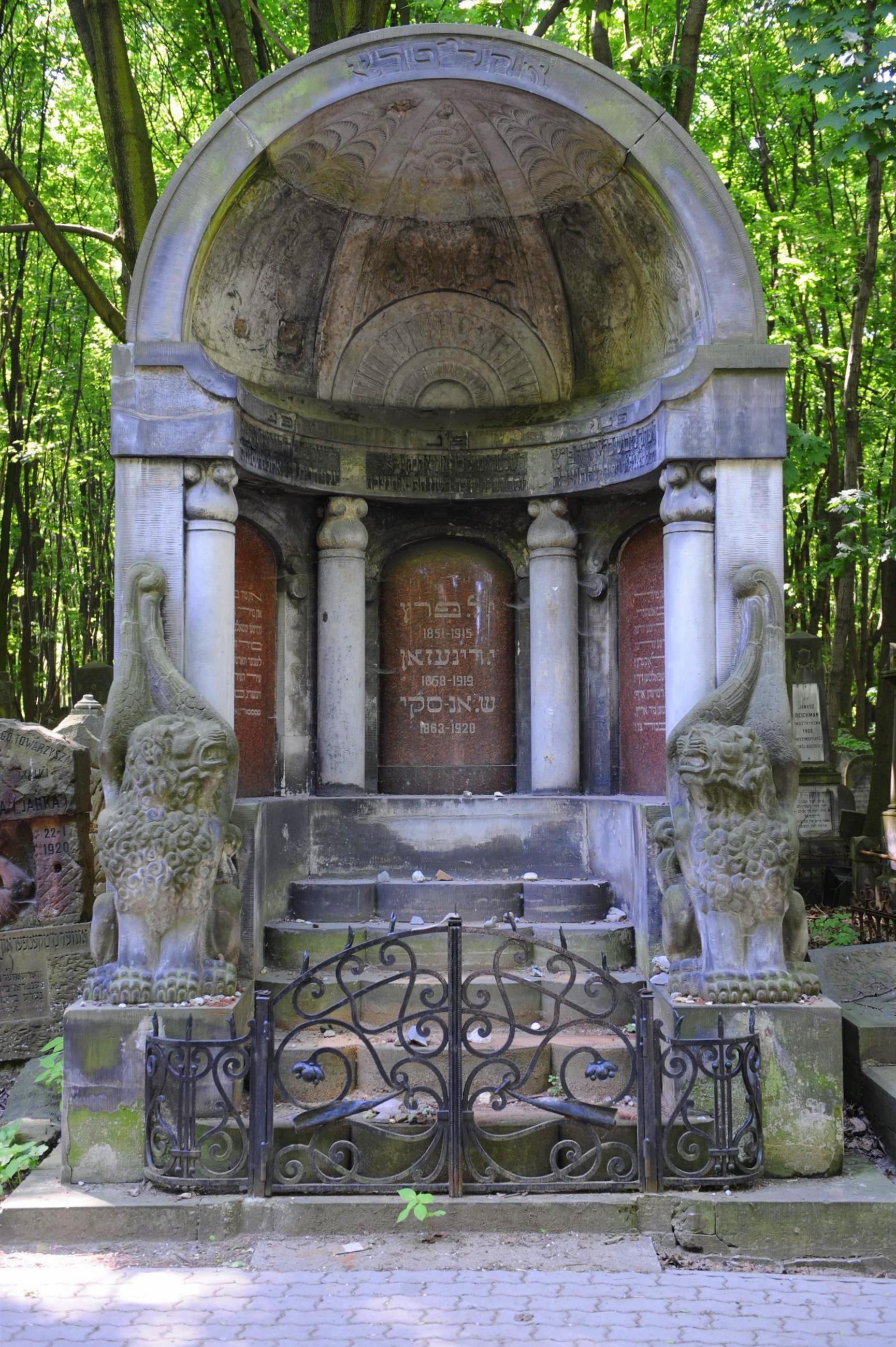
Mauzoleum Trzech Pisarzy na cmentarzu żydowskim, ul. Okopowa, Warszawa

Jakub Dinezon (jid. יעקב דינעזאָן; ur. 1856 w Nowych Zagorach, zm. 29 sierpnia 1919 w Warszawie) – polski pisarz żydowskiego pochodzenia, tworzący w języku jidysz.

## Życiorys
Urodził się w Nowych Zagorach koło Kowna w rodzinie żydowskiej, jako syn Benjamina. Po ukończeniu szkół był nauczycielem w Mohylewie. Później przeniósł się do Wilna, gdzie związał się z tamtejszym środowiskiem literackim i stawiał pierwsze kroki jako pisarz. Pierwsze swoje teksty publikował na łamach prasy hebrajskojęzycznej. Pierwszą swoją powieść Ba-awon awot (z hebr. Z grzechu ojców) wydał po hebrajsku, jednak została ona skonfiskowana przez cenzurę. Od tego czasu zdecydował się pisać w języku jidysz, aby zdobyć szerszy krąg odbiorców. Pod koniec XIX wieku przeprowadził się do Warszawy. Oprócz twórczości pisarskiej zajmował się także działalnością społeczną i oświatową.
Został pierwszym przewodniczącym Związku Literatów i Dziennikarzy Żydowskich w Warszawie.
Zmarł w Warszawie. Jest pochowany w Mauzoleum Trzech Pisarzy w alei głównej cmentarza żydowskiego przy ulicy Okopowej w Warszawie (kwatera 44). Część jego utworów została wydana pośmiertnie. Pierwsze tłumaczenie na język polski jego najsłynniejszej jidyszowej powieści Ha-ne’ehawim weha-ne’imim oder der Szwartser jingermantszik ukazuje się w odcinkach w magazynie żydowskim „Chidusz" począwszy od numeru 8/2019.

## Wybrane utwory
- 1928: Zichrojnes un bilder. Sztetl, kinderjorn, szrajber
- 1928: Josele. Dertsejlung
- 1928: Ha-ne’ehawim weha-ne’imim oder der Szwarcer jungermanczik
- 1928: Hershele. Roman
- 1928: Alter. Roman
- 1926: Der krizis. Dertsejlung
- 1925: Falik un zajn hojz. Dertsejlung
- 1925: Cwej mames. Roman
- 1905: Szimszon Szlomo mit zajne ferd oder a Holem fun a gewezenem szmajser
- 1902: Ewen negef oder a Sztajn in weg